# Alfa Romeo 177
O 177 é o modelo da Alfa Romeo da temporada de 1979 da Fórmula 1. Condutores: Bruno Giacomelli e Vittorio Brambilla.

## Resultados[1]
(legenda)
| Ano  | Chassi | Motor                 | N° | Pilotos            | 1   | 2   | 3   | 4   | 5   | 6     | 7   | 8    | 9   | 10  | 11  | 12  | 13   | 14  | 15  | Pontos | Posição  |  |
| ---- | ------ | --------------------- | -- | ------------------ | --- | --- | --- | --- | --- | ----- | --- | ---- | --- | --- | --- | --- | ---- | --- | --- | ------ | -------- |  |
|      |        |                       |    |                    |     |     |     |     |     |       |     |      |     |     |     |     |      |     |     |        |          |  |
|      |        |                       |    |                    | ARG | BRA | RSA | USW | ESP | BEL   | MON | FRA  | GBR | GER | AUT | NED | ITA  | CAN | USA |        |          |  |
| 1979 | 177    | Alfa Romeo 115-12 F12 | 35 | Bruno Giacomelli   |     |     |     |     |     | Ret G |     | 17 G |     |     |     |     |      |     |     | 01     | NC (16º) |  |
| 1979 | 177    | Alfa Romeo 115-12 F12 | 36 | Vittorio Brambilla |     |     |     |     |     |       |     |      |     |     |     |     | 12 G |     |     | 01     | NC (16º) |  |

↑1  Os GPs: Itália, Canadá e Estados Unidos, Giacomelli e Brambilla utilizaram o 179.